# まちむら農場
まちむら農場（まちむらのうじょう）は、北海道江別市にある乳業メーカー株式会社町村農場（まちむらのうじょう）が用いる、牛乳やソフトクリームなど乳製品のブランド名。
製品は農場直売所のほか、札幌市にある直営販売店や全国のデパートなどでも購入可能。
江別市の旧農場跡は、資料館「旧町村農場」として公開されている。

## 沿革
- 1917年 創業者町村敬貴が現在の石狩市で農場を創設
- 1927年 江別市対雁（現：江別市いずみ野）に移転
- 1992年 周辺地域の宅地化に伴い、現在地へ移転

## 農場概要
- 名称 - まちむら農場
- 所在地 - 北海道江別市篠津183番地
- 乳牛飼育数 - 380頭
- 経営耕地面積 - 165ha
- 農場直売所を併設
- 2000年よりバイオガスプラントを導入

## ギャラリー

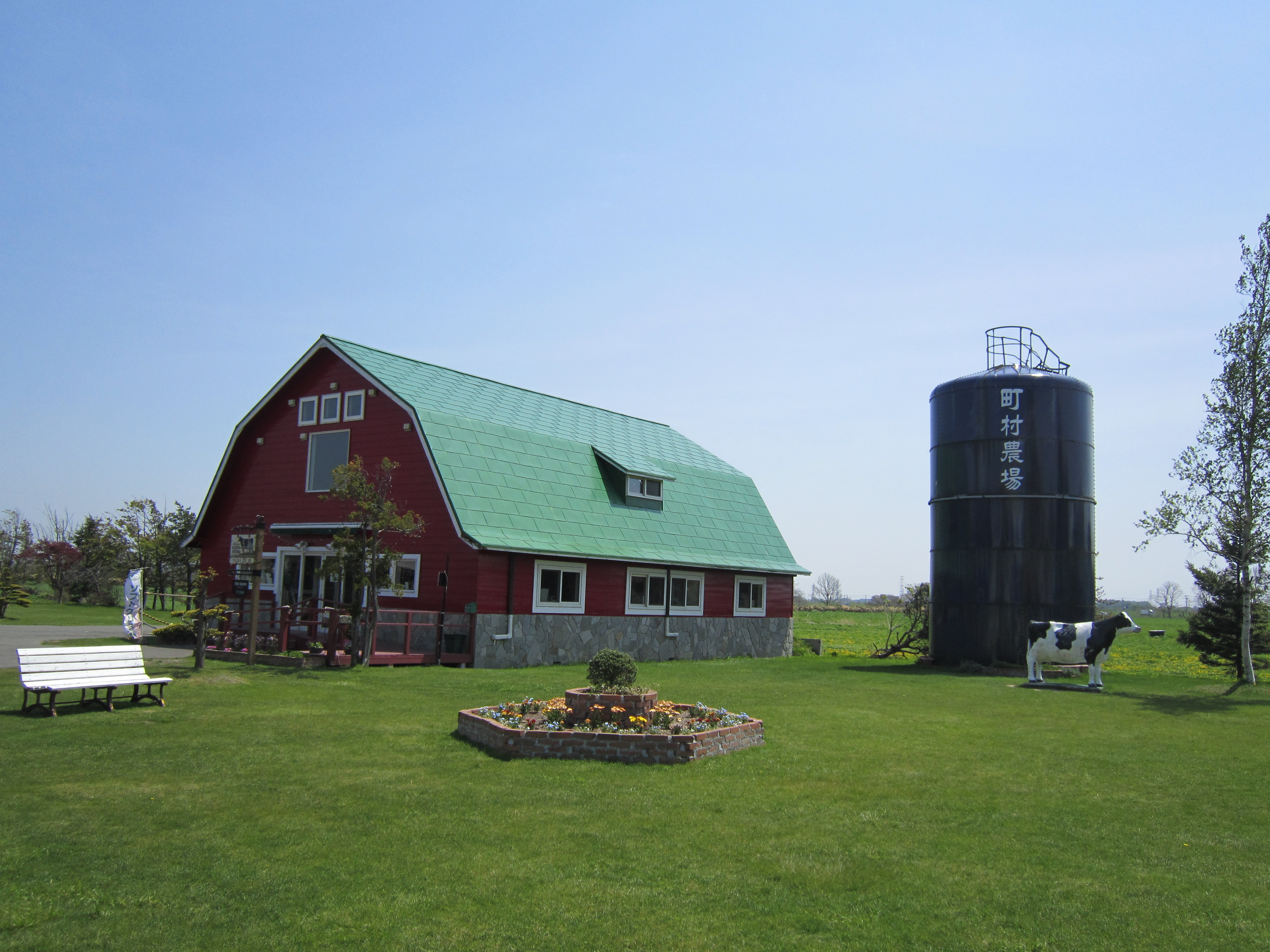
江別市篠津の町村農場
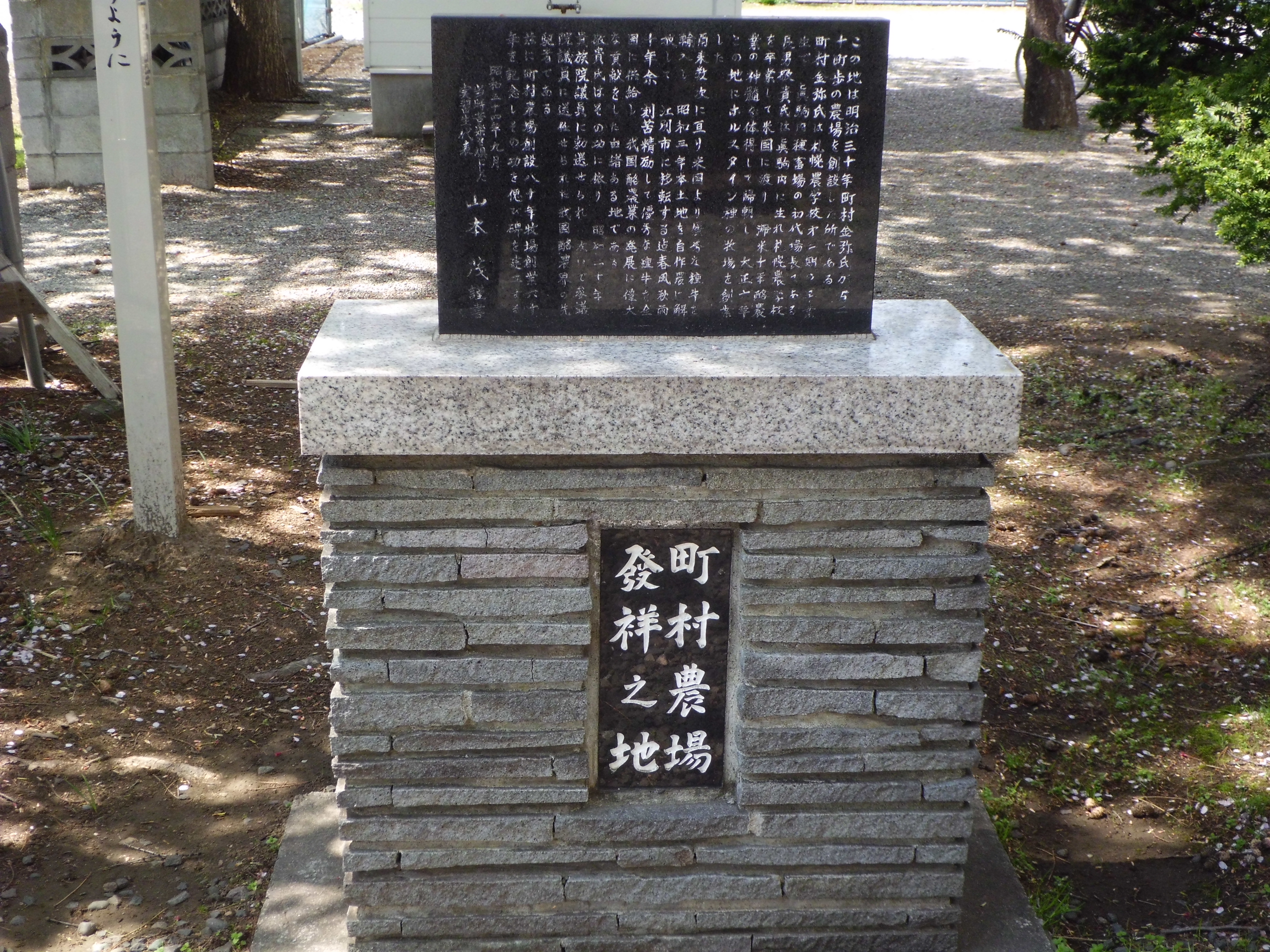
石狩市南線神社「町村農場発祥之地」碑
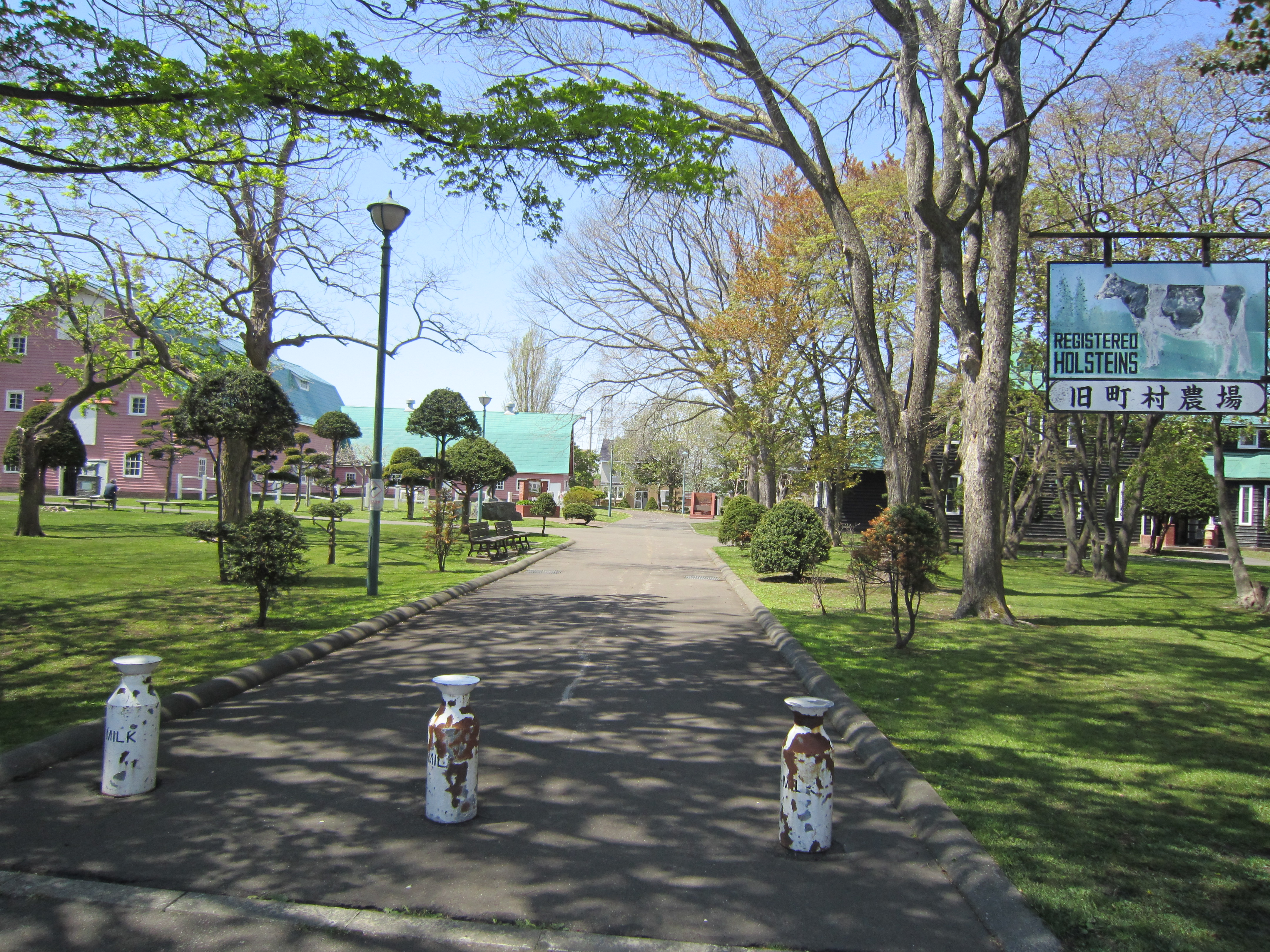
江別旧町村農場